# Neoterebra alagoensis
Neoterebra alagoensis é uma espécie de gastrópode do gênero Neoterebra, pertencente a família Terebridae.